# Шехид
Шeхид (арап. شهيد) означава шехида у исламу. Реч се у Курану често користи у општем значењу „сведок“, али само једном у значењу „мученик“ (тј. онај који умире за своју веру); други смисао добија ширу употребу у хадису.
Термин се обично користи као постхумна титула за оне за које се сматра да су прихватили или чак свесно тражили сопствену смрт како би сведочили о својим веровањима. Као и реч мученик на енглеском језику, у 20. веку, реч шехид је добила и верске и нерелигијске конотације, и често се користила да опише оне који су умрли због нерелигијских идеолошких разлога. Ово сугерише да не постоји јединствен и непроменљив концепт мучеништва међу муслиманима и Сикима. Такође се користи у сикизму.

## Помињање у Курану
Шехид се сматра оним коме је место у рају обећано:
| „ | Никако не сматрај мртвима оне који су на Алахову путу изгинули! Не, они су живи и у обиљу су код Господара свога, радосни због онога што им је Алах од доброте Своје дао и весели због оних који им се још нису придружили, за које никаква страха неће бити и који ни за чим неће туговати; радоваће се Алаховој награди и милости и томе што Алах неће допустити да пропадне награда онима који су били вјерници. Оне који су се Алаху и Посланику и након задобијених рана одазвали, оне између њих, који су добро чинили и богобојазни били – чека велика награда; оне којима је, када су им људи рекли: "Непријатељи се окупљају због вас, требате их се причувати!" – то учврстило вјеровање, па су рекли: "Довољан је нама Алах и диван је Он Господар!" | ” |

## Модерна употреба
Током осамнаестог века, било је неколико ратова за независност унутар колонијалних територија муслиманског света. Многи војници који су погинули током ових сукоба добили су титулу шехида по сахрани. Разни муслимани су умрли под фашистичким и комунистичким режимима током двадесетог века, као и новијих ратова, укључујући у Босни, геноцид над Рохињама и геноцид над Ујгурима. Масакри над муслиманима су се такође десили, попут пуцњаве у џамији у Крајстчерчу на Новом Зеланду 2019.
Муслиман који је убијен бранећи своју имовину сматра се шехидом. На пример, у Пакистану и Индији реч „шехид“ се користи за означавање шехида који су умрли на путу ислама или у одбрани своје нације.
Често у новије време себе шехидима називају бомбаши самоубице, с чиме се не слаже већина исламске улеме, објашњавајући такву акцију извршавањем самоубиства, а што је по исламу велики грех.

## Жене
Жена се сматра „шехидом“ (شهيدة, шахида) ако умре током испуњавања верске заповести. Жена се може сматрати и мученицом ако умре при порођају. Постоје примери жена које се боре у рату као што је Нусабаја бинт Каб. Први мученик (мушкарац или жена) у исламу била је Сумаја бинг Кајат, која је погубљена због њеног преласка на ислам. Умрла је након што ју је Абу Џехл, антимуслимански вођа Курејшија, убо ножем у стомак. Иако њено име није уобичајено у савременом муслиманском дијалогу, древна исламска литература бележи догађаје на крају њеног живота.